# Mamadych
Mamadych (en russe : Мамадыш ; en tatar : Мамадыш, Mamadış) est une ville de la république du Tatarstan, en Russie, et le centre administratif du raïon Mamadychski. Sa population s'élevait 15 699 habitants en 2017.

## Géographie
Mamadych est située sur la rive droite de la Viatka, un affluent de la Kama, à 65 km à l'ouest de Naberejnye Tchelny, à 167 km à l'est de Kazan et à 864 km à l'est de Moscou.

## Histoire
Mamadych était à l'origine un village tatar. Au XVIIe siècle, des Russes s'y installèrent. Elle a le statut de ville depuis 1781.

## Population
Recensements (*) ou estimations de la population
| 1856  | 1897* | 1926* | 1939* | 1959* | 1970* | 1979*  |
| ----- | ----- | ----- | ----- | ----- | ----- | ------ |
| 3 700 | 4 195 | 3 848 | 7 700 | 9 023 | 9 663 | 10 326 |

| 1989*  | 2002*  | 2010*  | 2014   | 2015   | 2016   | 2017   |
| ------ | ------ | ------ | ------ | ------ | ------ | ------ |
| 11 835 | 13 509 | 14 435 | 15 313 | 15 528 | 15 573 | 15 699 |